# Cương thi tiên sinh 4
Cương thi tiên sinh 4 còn được gọi là Cương thi thúc thúc là một bộ phim kinh dị hài Hồng Kông năm 1988 của đạo diễn Lưu Quán Vĩ, được sản xuất bởi Hồng Kim Bảo và Trần Bội Hoa. Bộ phim là phần thứ tư trong loạt năm bộ phim Cương thi tiên sinh của đạo diễn Lưu Quán Vĩ. Tên tiếng Trung của bộ phim dịch theo nghĩa đen là Cương thi thúc thúc.

## Nội dung
Trong một khu rừng chỉ có hai ngôi nhà của lão Hòa Thượng và lão đạo sĩ Bốn Mắt. Dù là hàng xóm duy nhất của nhau, nhưng hai người không ưa nhau, thường xuyên cà khịa, chơi khăm lẫn nhau. Gia Lạc, đồ đệ của Bốn Mắt lại khá thân thiết với Hòa Thượng. Một hôm, Hòa Thượng dẫn về một nữ đồ đệ dữ dằn tên Tinh Tinh. Gia Lạc tưởng Tinh Tinh là con trai nên đã ôm cô trêu ghẹo. Tinh Tinh giận dữ, Hòa Thượng bèn giả vờ đánh Gia Lạc nhưng Tinh Tinh sớm nhận ra và dội nước cả hai người.
Bốn Mắt dẫn một đàn ma cương thi đã được dán bùa lên thị trấn mua đồ. Giữa đường, một con Hồ ly tinh tìm cách quyến rũ Bốn Mắt nhưng ông không bị mê hoặc và giết chết nó. Trở về nhà, Bốn Mắt giận dữ vì Gia Lạc ngủ quên không canh chừng nhà. Ông yểm bùa để đám cương thi đánh Gia Lạc. Gia Lạc láu cá nằm yên khiến chính Bốn Mắt bị đám cương thi đánh một trận tơi bời.
Gia Lạc mời Hòa Thượng và Tinh Tinh sang ăn cơm, nhưng bữa cơm sớm kết thúc vì hai lão sư phụ hết tranh giành rồi lại hất đồ ăn vào nhau. Bốn Mắt thấy phiền phức vì Hòa Thượng tụng kinh cả ngày. Bốn Mắt hỏi mua lại nhà Hòa Thượng không được bèn làm phép hình nhân rơm điều khiển Hòa Thượng làm những hành động kỳ cục như tự nhổ răng, tự điểm huyệt cười... Hòa Thượng phải bảo Tinh Tinh cho ông ăn tỏi mới thoát được. Sau đó, Hòa Thượng cũng làm phép một búp bê điều khiển Bốn Mắt. Tinh Tinh gắn pháo đốt vào búp bê khiến Bốn Mắt bầm dập, te tua. Hòa Thượng bắt Bốn Mắt uống hết vại dầu để hóa giải phép thuật khiến Bốn Mắt đi ngoài  cả đêm.
Một ngày nọ, đoàn binh lính triều đình đi ngang qua nhà của họ, trong đó có Tiên Hạc, sư đệ của Bốn Mắt. Tiên Hạc cho biết họ đang hộ tống tiểu hoàng tử và cỗ quan tài một vị vương gia đã biến thành cương thi về kinh thành cho hoàng thượng quyết định.
Trong cơn giông đêm hôm đó, nước mưa cuốn trôi bùa ma thuật trên quan tài và cương thi sống dậy, biến thành Cương thi vương sau khi bị sét đánh. Cương thi vương tấn công đoàn người triều đình khiến họ bị nhiễm độc cương thi và sẽ biến thành cương thi sau một thời gian ngắn. Tiên Hạc cầm chân Cương thi vương để viên quan ẻo lả bế tiểu hoàng tử đã bị thương chạy đến nhà viên Hòa Thượng và lão Đạo sĩ cầu cứu. Hai lão sư phụ để hai đồ đệ ở nhà chăm sóc tiểu hoàng tử, còn hai lão chạy đi tìm cương thi, nhưng chỉ thấy đoàn người triều đình đã bị sát hại. Tiên Hạc đã bị thương nặng, ông giết mấy người đồ đệ để ngăn họ biến thành cương thi rồi tự sát.
Tại nhà Hòa Thượng, Gia Lạc muốn lừa Tinh Tinh hô hấp nhân tạo cho mình. Không ngờ người kề hô hấp cho Gia Lạc lại là viên quan ẻo lả khiến Gia Lạc kinh tởm. Ba người lính triều đình đã biến thành cương thi tấn công ngôi nhà. Viên quan ẻo lả có những hành động lạ khiến Gia Lạc phải đánh ngất ông. Gia Lạc và Tinh Tinh vật lộn với ba cương thi một hồi. Viên quan ẻo lả cũng biến thành cương thi vì đã nhiễm độc từ trước. Gia Lạc cùng Tinh Tinh bày trò tô vẽ mặt giả làm cương thi, nhưng cương thi ẻo lả ép Gia Lạc kề môi mình và nhận ra anh là "hàng giả". Hai lão sư phụ trở về kịp thời cứu hai đồ đệ. Hòa Thượng nhân hậu không muốn sát sinh trong khi Bốn Mắt dùng kiếm gỗ tiêu diệt hết cương thi nên họ lại cãi nhau. Bốn Mắt dẫn Gia Lạc về nhà.
Đêm hôm đó, Cương thi vương tấn công nhà Hòa Thượng. Hai lão sư phụ lại phải phối hợp với nhau, để Gia Lạc và Tinh Tinh dẫn tiểu hoàng tử trốn trong nhà cương thi của Bốn Mắt. Gia Lạc bôi mạch nha trên sàn nhà để cương thi bị dính chân. Không ngờ cương thi chui lên từ dưới sàn nhà, trong lúc chạy trốn chính ba người bị dính chân vào sàn. Ba người bỏ giày chạy thoát được thì đến lượt hai lão sư phụ xông vào cũng bị dính chân.
Hai lão sư phụ cùng Gia Lạc vật lộn với cương thi một hồi. Bốn Mắt làm phép biến thành một lực sĩ cơ bắp cuồn cuộn đánh trả khiến cương thi sợ. Không may, ông dẫm phải mảnh sành nên phép mất tác dụng. Ba người sau đó giữ chặt cương thi để Tinh Tinh đổ tất cả các loại thuốc độc vào miệng cương thi, tiêu diệt nó. Tinh Tinh cảm thấy sợ hãi, Gia Lạc nhân cơ hội ôm cô và nói rằng sư phụ anh còn đáng sợ hơn cương thi. Gia Lạc không hề hay biết Bốn Mắt đang đứng bên cạnh anh và tung cước đá anh.

## Diễn viên
- Trần Hữu trong vai Bốn Mắt
- Ngọ Mã trong vai Hòa Thượng
- Tiền Gia Lạc trong vai Gia Lạc, đồ đệ của Bốn Mắt
- Lý Lệ Trân trong vai Tinh Tinh, đồ đệ của Hòa Thượng
- Nguyên Hoa trong vai Ô Sĩ Lan (Viên quan ẻo lả) của tiểu hoàng tử
- Chung Phát trong vai Tiên Hạc, sư đệ của Bốn Mắt
- Hà Kiện Uy trong vai Tiểu hoàng tử
- Trương Vinh Tường trong vai Cương thi
- Vương Ngọc Hoàn trong vai Hồ ly tinh, nữ quỷ định quyến rũ Bốn Mắt
- Trần Quý Bảo, Chu Đẩu, Bành Nhuận Tường trong vai lính của tiểu hoàng tử
- Ca Li, Quan Dũng, Châu Kim Giang trong vai đồ đệ của Tiên Hạc

## Phương tiện truyền thông gia đình

### VHS
| Ngày phát hành | Quốc gia | Phân loại      | Nhà xuất bản                      | Định dạng | Ngôn ngữ   | Phụ đề    | Ghi chú | Tham khảo |
| -------------- | -------- | -------------- | --------------------------------- | --------- | ---------- | --------- | ------- | --------- |
| không xác định | Hoa Kỳ   | không xác định | Kết hợp âm thanh và video Rainbow | NTSC      | Quảng Đông | Tiếng Anh |         | [ 1 ]     |

### Laserdisc
| Ngày phát hành | Quốc gia  | Phân loại | Nhà xuất bản   | Danh mục số | Định dạng  | Ngôn ngữ   | Phụ đề     | Ghi chú                       | Tham khảo |
| -------------- | --------- | --------- | -------------- | ----------- | ---------- | ---------- | ---------- | ----------------------------- | --------- |
| không xác định | Nhật Bản  | Không có  | Tiên phong LDC |             | CLV / NTSC | Quảng Đông | tiếng Nhật | Âm thanh đơn âm               | [ 2 ]     |
| 1989           | Hồng Kông | Không có  | không xác định | SEL0133H89  | CLV / NTSC | Quảng Đông | không ai   | Âm thanh: Âm thanh nổi, 2 mặt | [ 3 ]     |

### VCD
| Ngày phát hành     | Quốc gia  | Phân loại | Nhà xuất bản           | Định dạng | Ngôn ngữ                          | Phụ đề                                   | Ghi chú | Tham khảo |
| ------------------ | --------- | --------- | ---------------------- | --------- | --------------------------------- | ---------------------------------------- | ------- | --------- |
| không xác định     | Hồng Kông | Không có  | Deltamac (HK)          | NTSC      | Tiếng Quảng Đông, tiếng phổ thông | Tiếng Anh, tiếng trung                   | 2 VCD   | [ 4 ]     |
| 1 tháng 4 năm 2000 | Hồng Kông | Không có  | Bán hàng niềm vui (HK) | NTSC      | Tiếng Quảng Đông, tiếng phổ thông | Tiếng Anh, tiếng trung quốc truyền thống | 2 VCD   | [ 5 ]     |

### Đĩa DVD
| Ngày phát hành       | Quốc gia  | Phân loại | Nhà xuất bản               | Định dạng | Khu vực | Ngôn ngữ                          | Âm thanh                   | Phụ đề                                                         | Ghi chú                         | Tham khảo |
| -------------------- | --------- | --------- | -------------------------- | --------- | ------- | --------------------------------- | -------------------------- | -------------------------------------------------------------- | ------------------------------- | --------- |
| không xác định       | Nhật Bản  | Không có  | Hình ảnh phổ quát Nhật Bản | NTSC      | 2       | Quảng Đông, Nhật Bản              | Mono kỹ thuật số Dolby     | tiếng Nhật                                                     | Bộ kỹ thuật số được làm chủ lại | [ 6 ]     |
| 19 tháng 12 năm 2002 | Hồng Kông | Không có  | Deltamac (HK)              | NTSC      | TẤT CẢ  | Tiếng Quảng Đông, tiếng phổ thông | công nghệ số hóa của Dolby | Tiếng Anh, tiếng trung                                         |                                 | [ 7 ]     |
| 19 tháng 2 năm 2004  | Pháp      | Không có  | Video HK                   | PAL       | 2       | Quảng Đông                        | công nghệ số hóa của Dolby | người Pháp                                                     | Bộ hộp                          | [ 8 ]     |
| 15 tháng 3 năm 2008  | Hồng Kông | Không có  | Bán hàng niềm vui (HK)     | NTSC      | TẤT CẢ  | Tiếng Quảng Đông, tiếng phổ thông | Kỹ thuật số Dolby 2.0      | Tiếng Anh, tiếng Trung Quốc truyền thống, tiếng Trung giản thể |                                 | [ 9 ]     |